# Milenario de la lengua castellana
El milenario de la lengua castellana fue una serie de actos y celebraciones que se desarrollaron en España a lo largo de un año, entre 1977 y 1978, con ocasión de los mil años de las Glosas Emilianenses, consideradas entonces oficialmente las primeras muestras escritas del idioma español.

## Preparativos
La idea de celebrar el milenario de la lengua española surgió por primera vez en 1972, durante los preparativos del XV centenario del nacimiento de san Millán de la Cogolla, que se celebraría en 1973. Se planteó como una forma de unir el recuerdo del personaje histórico con el del monasterio riojano dedicado a él, así como las Glosas Emilianenses y, en definitiva, la lengua castellana.
Ante la cercanía del milenario, surgió la polémica entre las provincias de Logroño, Santander y Provincia de Burgos sobre el lugar donde se celebraría, dado que las tres reclamaban para sí el título de cuna del castellano. El ministro de Educación y Ciencia Íñigo Cavero medió, y, para resolver el conflicto, se conformó un patronato interprovincial y se programaron actos en las tres provincias en disputa a lo largo de un año.

## Actos
El acto inaugural tuvo lugar el 14 de noviembre de 1977 en el monasterio de San Millán de Suso (La Rioja, España), ante una multitud de quince mil personas. Fue presidido por el rey Juan Carlos I, y contó con la presencia de los embajadores de 23 países. El acto empezó con los discursos del alcalde del San Millán de la Cogolla, el gobernador civil de Logroño y el rey. A continuación, los organizadores y los invitados pasaron a la iglesia, donde el coro de un colegio riojano interpretó la Salve. Destacó el discurso del académico Emilio Alarcos Llorach sobre la imposibilidad de fechar el origen de una lengua y sobre el desarrollo de la lengua castellana a lo largo de los siglos.
El acto de clausura se produjo el 30 de octubre de 1978 en el monasterio de Santo Domingo de Silos (Burgos, España). En él se celebró una misa de rito mozárabe, se descubrió una lápida conmemorativa y el académico y senador real Camilo José Cela pronunció el discurso Algunas consideraciones sobre el lenguaje y la lengua.
En 1977 se emitió la serie filatélica Milenario de la Lengua Castellana, con una tirada de 10 millones de ejemplares.

## Galería

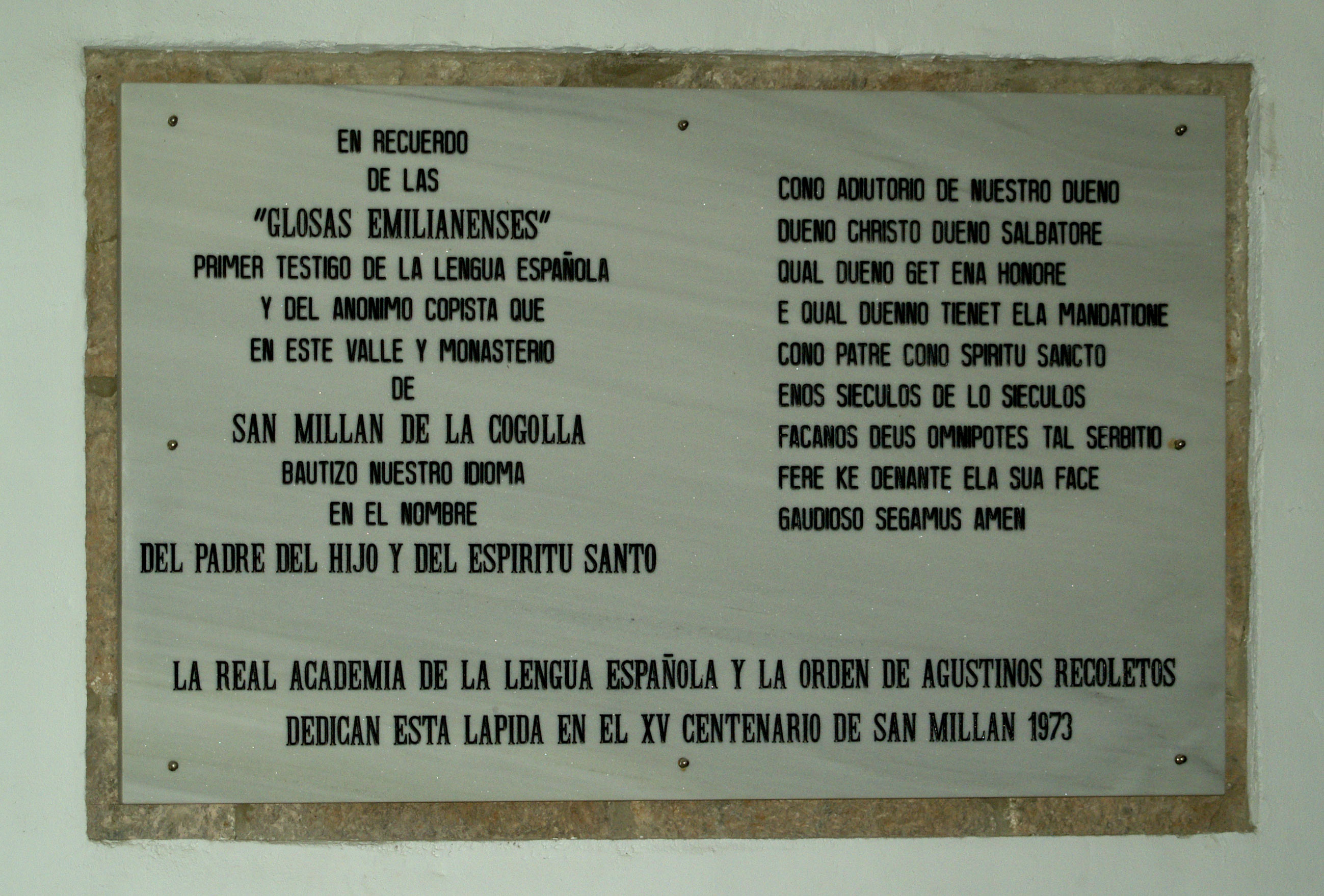
Lápida conmemorativa del milenario de la lengua. Monasterio de San Millán de Yuso.
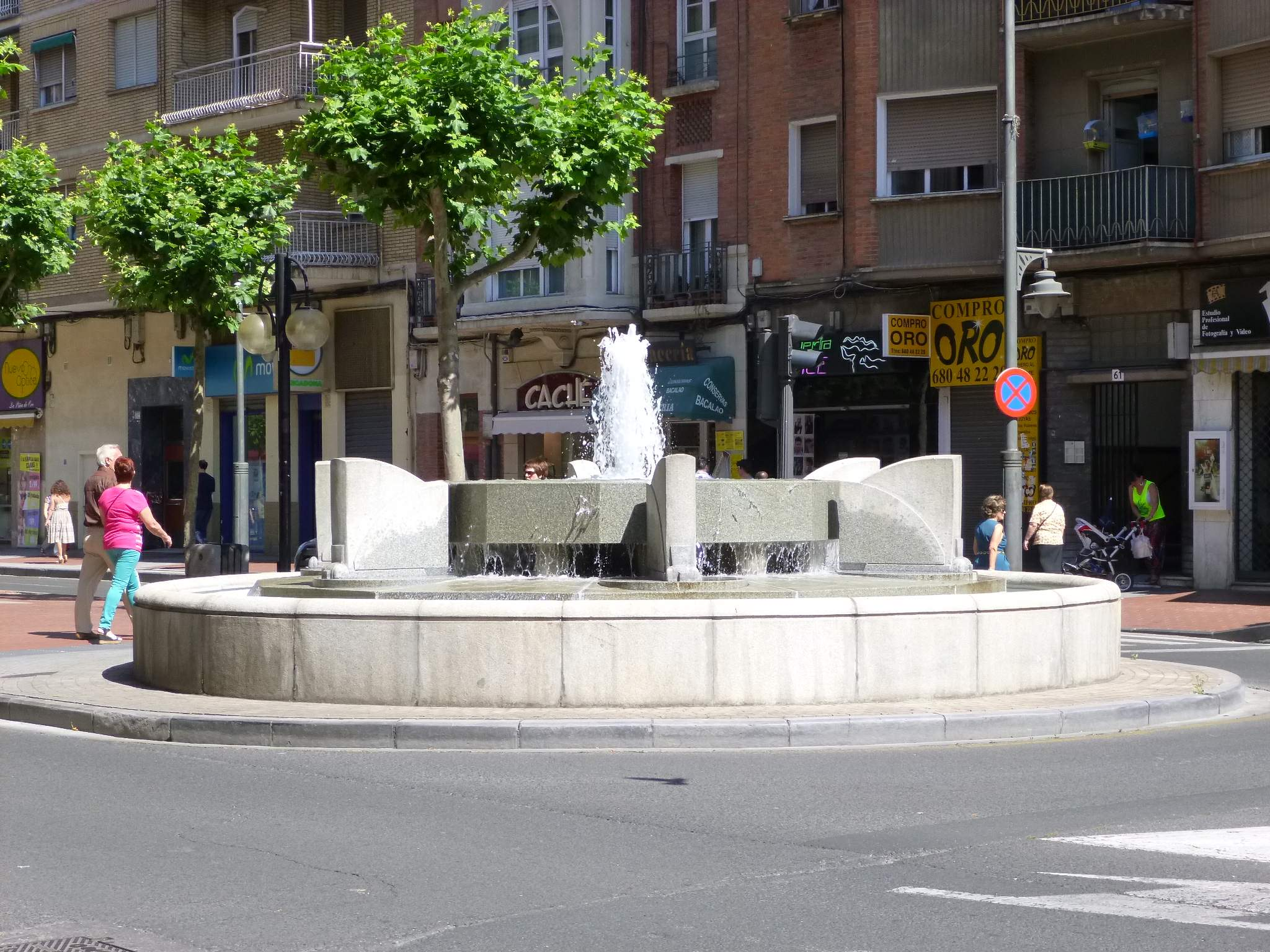
Monumento al Milenario de la Lengua Castellana, estatua emplazada en Logroño en 1993.